# 1650年代
| 千纪： | 2千纪                                                                                            |
| 世纪： | 16世纪 \| 17世纪 \| 18世纪                                                                       |
| 年代： | 1620年代 \| 1630年代 \| 1640年代 \| 1650年代 \| 1660年代 \| 1670年代 \| 1680年代                 |
| 年份： | 1650年 \| 1651年 \| 1652年 \| 1653年 \| 1654年 \| 1655年 \| 1656年 \| 1657年 \| 1658年 \| 1659年 |

## 大事记
- 1651年，奥利弗·克伦威尔被拥立为护国公。
- 1652年－1654年，首次英荷战争。

## 出生
- 康熙帝（1654年）

## 逝世
- 多尔衮（1650年）
- 威廉·哈维（1657年）
- 奥利弗·克伦威尔（1658年）